# ボリシャヤ・ウスルカ川
ボリシャヤ・ウスルカ川（ボリシャヤ・ウスルカがわ、ロシア語: Большая Уссурка,英語: Bolshaya Ussurka）は、ロシア連邦の沿海地方ダリネレチェンスクを流れるウスリー川の右支流である。大ウスルカ川とも。
満洲人を始めとする現地のトゥングース系民族からはニマン川（満洲語: ᠨᡳᠮᠠᠨ/Niman）、漢語では尼満河と呼ばれており、20世紀半ばまではこれに由来するイマン川（ロシア語: Има́н）の名前でも知られたが、1972年の極東ロシア地域における地名変更によって「ウスルカ川」に名称を変更されたという経緯がある。

## 概要

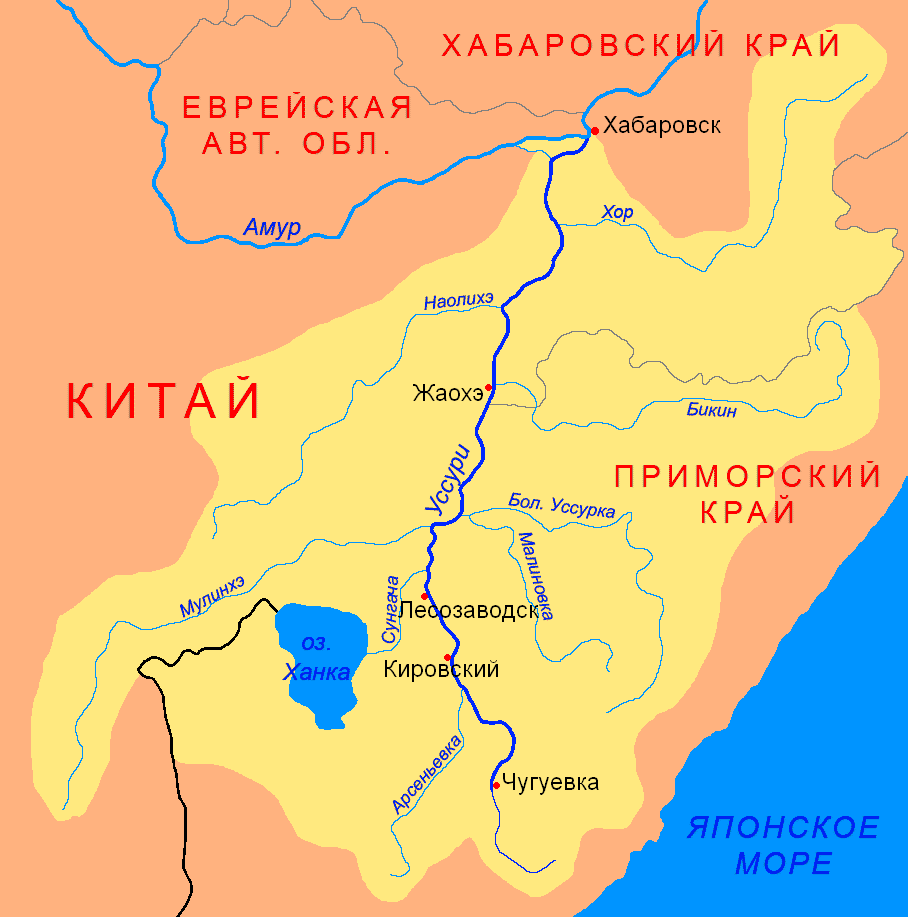
ウスリー川流域

ウスルカ川の長さは440 km、流域面積は29 600km²で、シホテ・アリン西斜面を源流とする。ウスルカ川はダリネレチェンスク市の近くを流れた後、そこから357 kmを下った先でウスリー川に合流する。流域の河川網はダリネレチェンスク市に近い上流域と中流域で特に発達している。